# François-Bernard Tremblay
 (avril 2011).
Si vous disposez d'ouvrages ou d'articles de référence ou si vous connaissez des sites web de qualité traitant du thème abordé ici, merci de compléter l'article en donnant les références utiles à sa vérifiabilité et en les liant à la section « Notes et références ».
Pour les articles homonymes, voir Tremblay.
François-Bernard Tremblay est un auteur canadien.

## Biographie
François-Bernard Tremblay est en réalité le nom de plume de l'auteur québécois Bernard Tremblay, né à La Malbaie (Charlevoix) en 1970. En 2003, il publie un premier recueil de haïkus, Brèves de saison aux Éditions David, qui lui vaut beaucoup d'éloges.  Il est le fondateur de la défunte revue Clair/obscur.
Il se passionne également de natation. En 2014, il fait en solo la traversée du Lac-St-Jean, un parcours de 32 km. Il participe également à d'autres compétitions ou événements comme la Descente du Saguenay, un parcours de nage en eau libre de 42 km de Chicoutimi à La Baie.  En 2014, il réunit deux passions et crée un ouvrage qui relate les récits de neuf nageurs différents qu'il a recueilli entre 2011 et 2014. 
En 2018, son thriller social, Sutures, reçoit une belle réception critique[réf. souhaitée]. C'est son premier roman policier, genre littéraire qu'il avait toujours souhaité écrire. Il a dû faire des recherches auprès de Transplant Québec, puisque c'est le sujet principal de son roman.  Le deuxième roman mettant en scène son héros Nick Jarvis devait paraître en 2020, mais la parution a été retardée en raison de la pandémie de Covid-19.  Le roman paraîtra donc à l'automne 2021.  L'auteur travaille à l'écriture d'un troisième roman impliquant son héros.